# Torsten Hellman
Torsten Johansson Hellman, född 3 april 1878 i Längjums församling, Skaraborgs län, död 14 december 1944 i Lunds domkyrkoförsamling, Lund, var en svensk anatom.
Hellman blev medicine doktor i Uppsala 1914 på en avhandling om Den lymfoida vävnadens normala mängd hos kanin i olika postfetala åldrar, blev docent i patologi i Uppsala samma år samt professor i histologi vid Lunds universitet 1921. 
Han sysslade framför allt med den lymfatiska vävnadens pato-fysiologi. Hellmans mest betydande arbete är Die Genese der Zungenpapillen beim Menschen (1920) och Lymphgefässe, Lymphknötchen und Lymphknoten (1930). Hellman medverkade under siganturen T.H.-n i Svensk Uppslagsbok.
Torsten Hellman är begravd på Norra kyrkogården i Lund.